# Eucinostomus gula
O carapicu (Eucinostomus gula) é uma espécie de peixe que habita o Oceano Atlântico desde a América do Norte até a Bahia. Chega a medir até 25 centímetros de comprimento. Tais peixes possuem aspecto prateado, com o dorso esverdeado e o ventre branco. Também são conhecidos pelos nomes de acarapicu, carapau, carapeba, carapicu-branco, carapicupeba, primitura, carataí e carcunda.

## Etimologia
"Carapicu" e "acarapicu" provêm do tupi antigo akarapuku, "acará comprido". "Carapicupeba" provém do tupi antigo akarapukupeba, "acará comprido achatado".